# William Chapman Hewitson
William Chapman Hewitson (Newcastle upon Tyne, 9 gennaio 1806 – 28 maggio 1878) è stato un naturalista britannico.

## Biografia
Facoltoso collezionista, Hewitson si interessò in particolare ai Coleoptera ed ai Lepidoptera, oltre che ai nidi e alle uova degli uccelli.
La sua collezione di farfalle, acquistate da viaggiatori provenienti da tutto il mondo, era una delle più complete ed importanti della sua epoca.
Fu anche un illustratore molto abile.
Hewitson divenne membro della Entomological Society of London nel 1846, della Zoological Society nel 1859 e della Linnean Society nel 1862. Pubblicò e contribuì a molte opere riguardanti l'Entomologia e l'Ornitologia.

## Opere

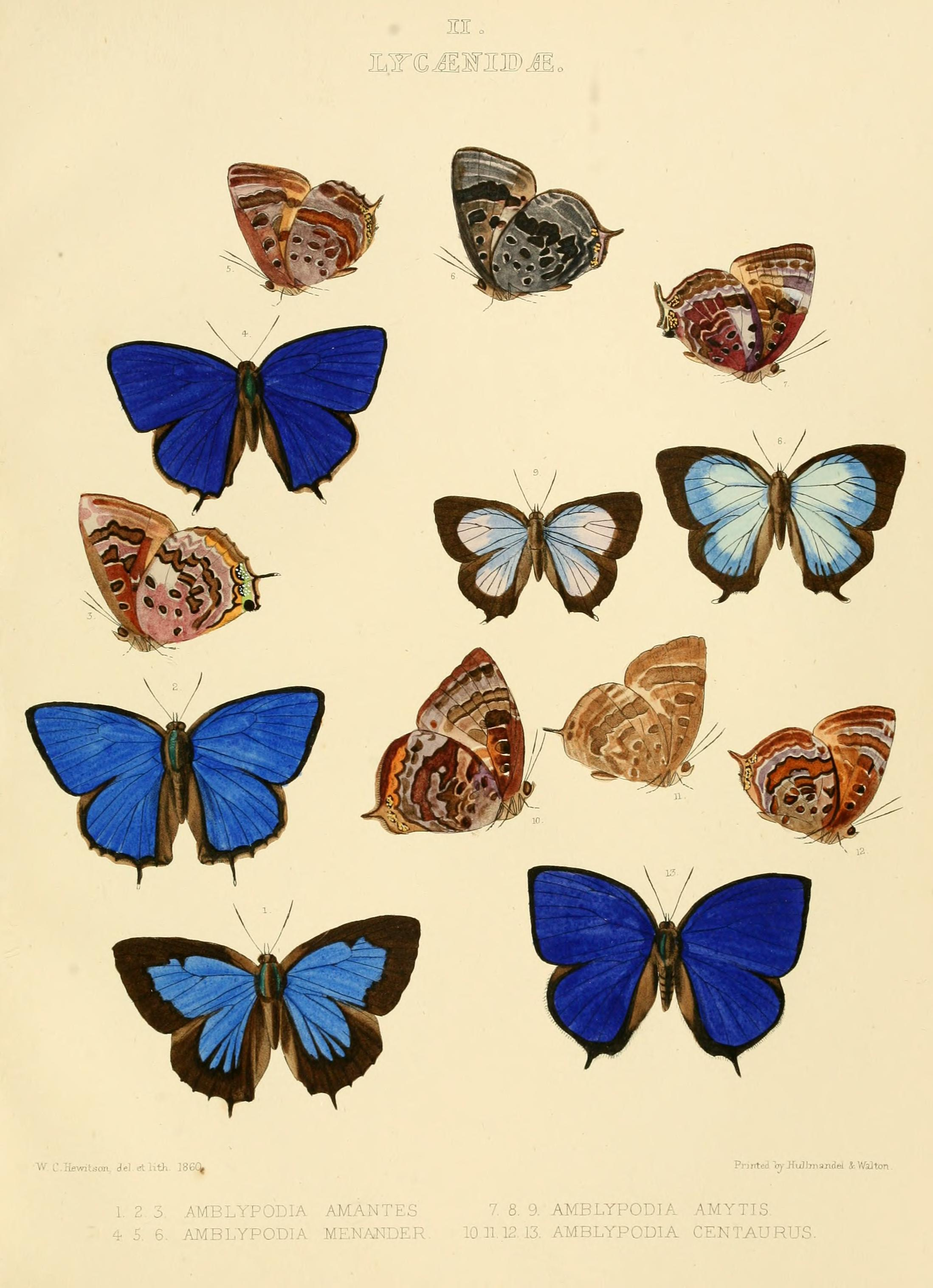
Tavola II dalla Illustrations of diurnal Lepidoptera, Lycænidæ

- British oology: being illustrations of the eggs of British birds, with figures of each species, as far as practicable, drawn and coloured from nature : accompanied by descriptions of the materials and situation of their nests, number of eggs, &c. Published for the author, by Charles Empson, Newcastle upon Tyne, 1831
- Illustrations of new species of exotic Butterflies, selected chiefly from the Collections of W.Wilson Saunders and William C. Hewitson. Vols 1–5 (1851, 1862–1871, 1878) Van Voorst, London. (Hewitson sostenne in proprio le spese per la pubblicazione dell'ultimo volume, quando i Trustees del British Museum si rifiutarono).
- Illustrations of diurnal Lepidoptera, Lycænidæ, John Van Voorst, London (1862–1878). Volume 1: testo, Volume 2: tavole Disponibile online.